# ロザウィック男爵
ロザウィック男爵（英: Baron Rotherwick）は、イギリスの男爵、貴族。連合王国貴族爵位。 

## 歴史
初代準男爵サー・チャールズ・ケイザー(1843-1916)の五男サー・ハーバート・ケイザー(1881-1958)は海運業の雄にして南ポーツマス選挙区選出の庶民院議員を務めた保守党の政治家であった。彼は1924年に連合王国準男爵位の(サウサンプトン州ティルニーの)準男爵(baronet, of Tylney in the County of Southampton)に叙せられた。
ついで1939年には、連合王国貴族としてサウサンプトン州ティルニーのロザウィック男爵(Baron Rotherwick, of Tylney in the County of Southampton)に昇叙した。  
その孫にあたる3代男爵ハーバート(1954-)は保守党の政治家で、1999年の貴族院改革以降も貴族院に籍を置く92人の世襲貴族の一人である。彼は2012年に親族の第5代準男爵サー・アーサー・ケイザー(1931-2012)の死去に伴って、曽祖父チャールズ由来の準男爵位であるパース州ガートモアの準男爵(Baronet, of Gartmore in the County of Perth)を継承したため、同準男爵位もロザウィック男爵の従属爵位となった。 
一族の邸宅は、オックスフォード州チャールブリー近郊に位置するコーンブリ・パーク(Cornbury Park)。
一族のモットーは『慎重なれど大胆なれ（Caute Sed Impavide）』。

## 現当主の保有爵位/準男爵位

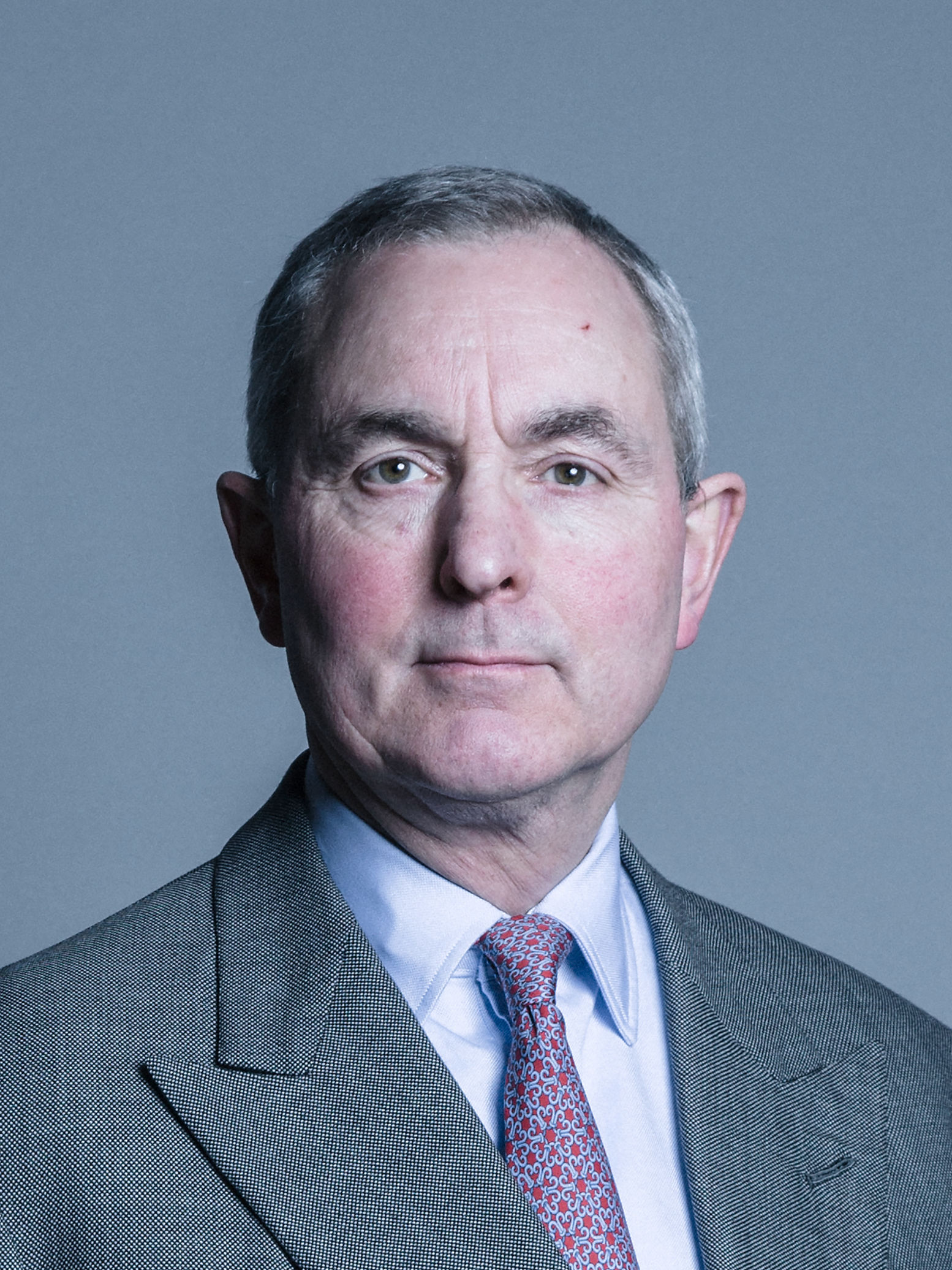
現当主である3代男爵ハーバート・ケイザー

現当主である第3代ロザウィック男爵ハーバート・ロビン・ケイザーは以下の爵位を有する。
- 第3代サウサンプトン州ティルニーのロザウィック男爵(3rd Baron Rotherwick, of Tylney in the County of Southampton)
(1939年6月8日の勅許状による連合王国貴族爵位)
- 第6代(パース州ガートモアの)準男爵(6th Baronet, of Gartmore in the County of Perth)
(1904年12月12日の勅許状による連合王国準男爵位)
- 第3代(サウサンプトン州ティルニーの)準男爵(3rd baronet, of Tylney in the County of Southampton)
(1924年1月29日の勅許状による連合王国準男爵位)

## ロザウィック男爵（1939年）
- 初代ロザウィック男爵ハーバート・ロビン・ケイザー（英語版） （1881-1958 ）
- 第2代ロザウィック男爵ハーバート・ロビン・ケイザー（1912–1996）
- 第3代ロザウィック男爵ハーバート・ロビン・ケイザー（英語版） （1954- ）

爵位の法定推定相続人は、現当主の息子ハーバート・ロビン・ケイザー閣下（1989-）。
法定推定相続人の法定推定相続人は、その息子であるハーバート・ロビン・ケイザー（2017-）。 